# Charlotte Court House
Charlotte Court House – miasto w Stanach Zjednoczonych, w stanie Wirginia, siedziba administracyjna hrabstwa Charlotte.